# Cyperus maculatus
Cyperus maculatus is een cypergrassoort uit de cypergrassenfamilie (Cyperaceae). Het is een vaste plant met slanke halmen die groeien uit harde ronde knollen. Deze knollen zijn eetbaar en aromatisch.
De soort komt voor in Afrika, van Senegal tot in Egypte en Somalië, en verder zuidwaarts tot in Zuid-Afrika. Ook komt de soort voor op de eilanden Madagaskar, Mauritius en op de Seychellen. Hij groeit op zandige plekken in de buurt van water, in zoute gronden en moerassen en in uiterwaarden. Op drassige zandbanken kan de soort dichte weiden vormen. De soort staat op de Rode Lijst van de IUCN geklasseerd als 'niet bedreigd'.
De eetbare knollen worden in het wild verzameld en ook af en toe gekweekt, zowel voor voedsel als voor parfum. De geurige knollen, meestal verpakt in geurzakjes, worden soms verkocht op lokale markten. De knollen worden ook verbrand in om een aangename geur te verspreiden in hutten. Verder kunnen de halmen zowel rauw als gekookt als groente worden gegeten.
... 
C. alternifolius (Parapluplant) · 
C. articulatus (Ronde bies) · 
C. eragrostis (Bleek cypergras) · 
C. esculentus (Knolcyperus) · 
C. flavescens (Geel cypergras) · 
C. fuscus (Bruin cypergras) · 
C. giganteus (Parasolgras) · 
C. haspan (Dwergpapyrus) · 
C. longus (Rood cypergras) · 
C. papyrus (Papyrusriet)
...